# Most Włoski
Most Włoski (ros. Итальянский мост) – most w Petersburgu stanowiący przeprawę dla pieszych i rowerzystów nad kanałem Gribojedowa. Obiekt leży w ciągu ulicy włoskiej, stąd jego nazwa. Most ma długość 19,66 metra, i szerokość 3 metrów. Po raz pierwszy most zbudowano już w 1896 roku jako most drewniany w czasie trwania jego budowy wykorzystano po raz pierwszy tzw. cement Sorela. Most był wielokrotnie przebudowywany, po raz pierwszy w roku 1902, po raz drugi w latach 1911–1912, w roku 1937 został przebudowany po raz trzeci przy okazji przykręcając do niego dwie rury termiczne. W 1955 roku dokonano całkowitej przebudowy obiektu mostowego stylu XIX wieku połączonego ze stylem stalinowskiego klasycyzmu, podczas remontu kanału Gribojedowa. Most jest bardzo popularny wśród turystów i muzyków ulicznych.

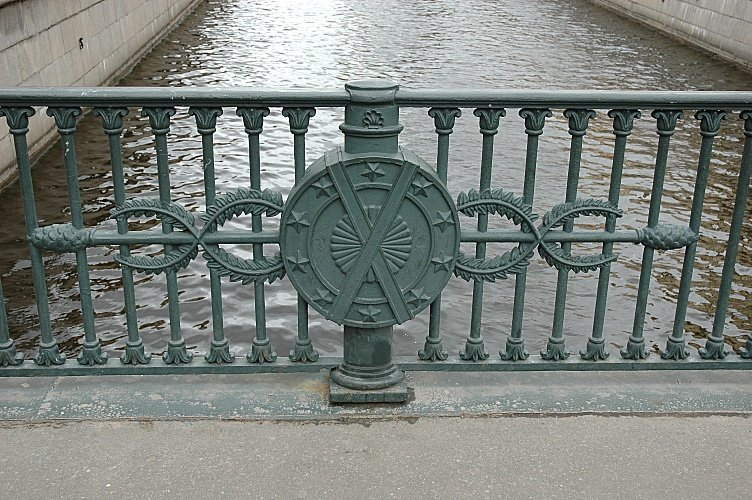
Zdobienia na barierach mostu